# Falmouth & Helston Football League
Falmouth & Helston Football League (FHFL) var en fotbollsliga i England, grundad 1961 och nedlagd 2011. Ligan bestod av klubbar från området kring Falmouth och Helston i västra Cornwall.
Ligan bildades genom en sammanslagning av Falmouth & District Football League och Helston & District Football League.
Ligan hade från början två divisioner, men detta utökades till senare till tre. Under de sista säsongerna låg toppdivisionen Division One på nivå 13 i det engelska ligasystemet. Ligan hade också egna cuper.
En klubb i Division One kunde flyttas upp till Cornwall Combination League.
Ligan firade 50-årsjubileum 2011, men slogs samma år samman med Mining Football League för att bilda Trelawny League.

## Mästare
1961/62–2004/05: Ingen uppgift
| Säsong  | Division One          | Division Two             | Division Three                   |
| ------- | --------------------- | ------------------------ | -------------------------------- |
| 2005/06 | St Day                | Mawnans reservlag        | St Days reservlag                |
| 2006/07 | Porthlevens reservlag | Falmouth Towns tredjelag | RNAS Culdroses reservlag         |
| 2007/08 | Chacewater            | Pendeen Rovers           | Porthleven Rangers               |
| 2008/09 | Mawnan                | Constantine              | Trispens reservlag               |
| 2009/10 | Pendeen Rovers        | Perranporths reservlag   | Lanner                           |
| 2010/11 | Falmouth Athletic DC  | St Days reservlag        | Falmouth Athletic DC:s reservlag |

Det här avsnittet är helt eller delvis baserat på material från  engelskspråkiga Wikipedia, Falmouth & Helston League, 21 december 2019.